# Musaranya cuallarga
La musaranya cuallarga (Sorex dispar) és una espècie de mamífer de la família de les musaranyes (Soricidae).

## Subespècies
- S. d. blitchi (Schwartz, 1956)
- S. d. dispar (Batchelder, 1911)[2]

## Distribució geogràfica
Es troba a la serralada dels Apalatxes: des de Nova Escòcia i el sud-est de Nova Brunswick (el Canadà) fins a Carolina del Nord i Tennessee (els Estats Units).